# Jeziorna Oborska
Jeziorna Oborska – część miasta Konstancina-Jeziorny (SIMC 0920723), w województwie mazowieckim, w powiecie piaseczyńskim. Leży w środkowej części miasta, po prawej stronie Jeziorki około głównego mostu, na zachód od rezerwatu przyrody Łęgi Oborskie. Dopełnienie Oborska pochodzi do sąsiedniej wsi Obory. Od południa przechodzi w Grapę, obecnie odrębną część miasta.
Dawna wieś, w latach 1867–1924 w gminie Jeziorna w powiecie warszawskim. W 1924 roku weszła w skład gminy Skolimów-Konstancin. 20 października 1933 Jeziorna Oborska utworzyła gromadę Jeziorna Oborska w granicach gminy Skolimów-Konstancin, składającą się z wsi Jeziorna Oborska.
Podczas II wojny światowej w Generalnym Gubernatorstwie, w dystrykcie warszawskim. W 1943 Jeziorna Oborska była najmniejszą miejscowością gminy Skolimów-Konstancin, licząc 213 mieszkańców.
Od 1 lipca 1952 w powiecie piaseczyńskim. Tego samego dnia gminie Skolimów-Konstancin nadano ustrój miejski, przez co Jeziorna Oborska stała się częścią miasta Skolimów-Konstancin. 1 stycznia 1969 Skolimów-Konstancin (z Jeziorną Oborską) połączono z miastem Jeziorna (prawa miejskie od 1962) w nowy ośrodek miejski o nazwie Konstancin-Jeziorna.